# Джуга
Джуга (арм. Ջուղա, азерб. Cuğa) — армянский город раннего средневековья, неподалёку от современного города Джульфы, Азербайджан.

## История

### Джульфа в Древности и в Средние века
Согласно авторитетной «Encyclopædia Iranica» Джульфа — древняя деревня на территории исторической Армении. Часть армянской историко-географической области Сюник. По преданию Джульфа была основана легендарным армянским царем Тиграном Ервандуни жившим в VI веке до н. э.. Впервые упоминается у армянского историка V в. Мовсеса Хоренаци под именем, передаваемым в русской транскрипции как «Джула». Согласно Мовсесу, Тигран Ервандуни поселил в ней пленных мидийцев:

(Отводит им) также три авана (волости) — Храм, Джулу и Хошакуник — по другую сторону реки (Аракса), всю равнину от Ажданакана до той же крепости Нахчавана.— Мовсес Хоренаци «История Армении».

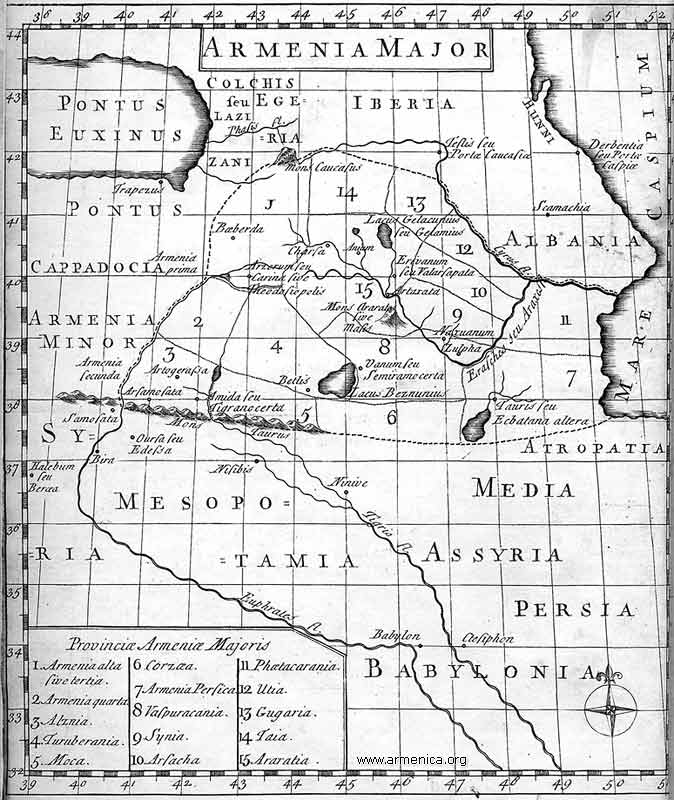
Джульфа (Zulpha) на карте Великой Армении, 1736 год

Говоря о периоде VII—X столетий британский ученый Клиффорд Эдмунд Босуорт причисляет Джульфу, вместе с Двином и Ани, к процветающим армянским торговым городам на долине Аракса.
Между X—XII веками он стал крупным городом, центром армянской торговли (прежде всего шелком), сохранявшим своё преимущественно армянское население.
Из церквей и монастырей Джуги в источниках упоминаются пустынь Св. Ованнеса, церковь Катан, церкви Св. Богородицы и Св. Всеспасителя, Св. Геворга и др.
Население города было в основном армянским. Джон Картрайт, английский путешественник упоминает среди жителей и грузин, но никаких других упоминаний о значительном грузинском или мусульманском населении города нет, так же как и надписей на грузинском, арабском или персидском. Все известные религиозные сооружения относились к Армянской апостольской церкви.
А. Якобсон отмечает, что Джульфа был одним из городов юго-восточной Армении переживший экономический подъём в XVI—XVIII веках. Согласно историку Инне Багдиандз Маккейб из Университета Тафтса «Джульфа в исторической Армении располагалась на реке Аракс на старинном торговом пути». Армянский торговый городок Джульфа во второй половине XVI века имела, по оценкам И. Петрушевского, 15-20 тысяч жителей, и являлось крупной биржей европейско-азиатской торговли шелком.

### Разорение Джульфы
Город имел преимущественно армянское население. Побывавший в 1602 году в этих местах с австрийским посольством Георг Тектандер говоря о населении города отмечал

Прибывши в Армению, Его Величество также не встретил никакого сопротивления, и все продолжало идти вполне благополучно. В городе Джульфа (Sulpha), сильной крепости, населенной исключительно одними христианами, Армянами, Шаха приняли необыкновенно великолепным образом: в честь его в Езда все дома в городе, выстроенного без крыш, но с балконами на верху, были утыканы (bestecket) свечами, коих всех было до 50.000 и кои горели в течение всей ночи. Что касается прочих выдающихся городов, которых насчитывается до 54-х, то об них доложить Вашему Императорскому Величеству посол, ныне находящийся в Персии.— «Путешествие в Персию через Московию: 1602-1603 гг.».
В 1604 году, в ходе войн между Персидской и Османскими империями, шах Персии, Аббас I Великий, чтобы удержать под своей властью Закавказье применил в Армении тактику выжженной земли, в ходе которой он изгнал все население Восточной Армении, как христианское, так и мусульманское.
Население было насильственно переселено в Исфахан, где образовало армянский пригород, существующий до сих пор — Новая Джульфа. Одним из причин депортации «Всемирная история» называет желание шаха избавиться от конкуренции армянского купечества. Е. Родионова называет три причины։ военно-стратегическая, политическая и экономическая. Количество депортированных французский историк Люс Бульнуа оценивает около 1200 семейств։ «… в 1605 году царь Персии шах Аббас насильственно переселил 1200 армянских семей из Джульфы на Араксе в Армении».
Аббас был настолько непреклонен в своей решимости оставить Джульфу безлюдной, что на следующий год послал армию, чтобы изгнать около тысячи вернувшихся жителей города, и в 1616/17 годах вновь изгнал около тысячи семей из разрушенного города и окрестностей.
Внезапное и драматическое падение Джульфы произвело глубокое и продолжительное впечатление на армянское общество и культуру, что отмечается в летописях начиная XVII века. Город остается важным символом в коллективной памяти иранских армян.

### Джульфа в Новое время
| Год  | Армяне | %    | Азербайджанцы | %    | Русские | %    | Всего |
| ---- | ------ | ---- | ------------- | ---- | ------- | ---- | ----- |
| 1897 | 751    | 98   |               |      |         |      | 763   |
| 1926 | 293    | 43,9 | 243           | 36,4 | 87      | 13   | 667   |
| 1939 | 866    | 34,2 | 1 358         | 53,7 | 225     | 8,9  | 2.530 |
| 1959 | 656    | 16,3 | 2 797         | 69,6 | 460     | 11,5 | 4.017 |
| 1970 | 581    | 10,7 | 4 321         | 79,6 | 452     | 8,3  | 5.431 |
| 1979 | 193    | 2,8  | 5 904         | 85,3 | 763     | 11,0 | 6 919 |

В начале XIX в. поселение было перенесено с древних развалин на новое место, в 3 км к востоку от исторического армянского города.
По Туркманчайскому мирному договору 1828 года, проведшему по Араксу русско-персидскую границу, южная часть Джульфы осталась за Персией, северная же стала отошла к России. Она была в составе Армянской области, затем (c 1847 г.) Эриваньской губернии.
При русском владычестве Джульфа превратилась в пограничный таможенный пункт, а её население стало увеличиваться, особенно с постройкой железной дороги (1908). В 1891 г. годы там было 649 жителей, к 1897 г. 763 (751 из них армяне).
Русский путешественник начала XX века Гурьев Б. М., во время своего путешествия в Тавриз упоминает и Джульфу:

Джульфа, как было указано, расположена непосредственно на границе нашей с Персией. Переправившись через реку Аракс, вы уже находитесь в пределах Персии и в первом персидском селении, которым является персидская Джульфа. Мусульманское население последней, как мне сообщали, собрало двадцать пять тысяч на постройку мечети, которую почему-то желало построить не в своей Джульте, а в русской. Однако русскими властями им это не было разрешено, и теперь мечет будет строиться мусульманами в своей персидской Джульфе.— Б. М. Гурьев  «Поездка в Тавриз».

## Известные уроженцы
- Братья Петик и Санос — влиятельные армянские ходжи.
- Маттеос Джугаеци — армянский мыслитель, литературовед и богослов XIV—XV веков
- Акоп Джугаеци — армянский художник-миниатюрист конца XVI начала XVII века, виднейший представитель Джульфинской школы армянской миниатюры.
- Симеон Джугаеци — армянский философ, богослов, языковед, педагог, и общественный деятель XVII века.

## Комментарии
1. ↑  Согласно Кавказскому календарю Архивная копия от 23 октября 2018 на Wayback Machine - "татары", переписи населения 1897 года Архивная копия от 12 января 2021 на Wayback Machine - "татары", "адзербейджанские турки", язык указан как "татарский". Согласно переписи населения 1926 года Архивная копия от 17 ноября 2017 на Wayback Machine - "тюрки". Согласно переписям после 1926 года, нынешней терминологии с 1936 года - азербайджанцы